# Izbugya
Izbugya (szlovákul: Zbudza) község Szlovákiában, a Kassai kerület Nagymihályi járásában.

## Fekvése
Nagymihálytól 7 km-re északra, a Laborc bal partján fekszik.

## Története
A falu a 12. században már létezett, a 13. században már temploma is volt. Első írásos említése 1235-ből származik. Lakói főként mezőgazdasággal foglalkoztak.
A 18. század végén Vályi András így ír róla: „IZBUGYA. Tót falu Zemplén Várm. földes Urai Vitzmándi, és Szirmay Uraság, lakosai katolikusok, és ó hitűek, fekszik nap kel. Tarnához 1/2, Natafalvához is 1/2 órányira, határja két nyomásbéli, gabonát, zabot, jó búzát terem, árpát tsekéllyebben, erdője nints, mezeje térséges, réttye kevés, malma van, piatza Nagy Mihályon.”
Fényes Elek 1851-ben kiadott geográfiai szótárában így ír a faluról: „Izbugya, tót falu, Vinnához nyugotra 1 órányira a Cservenicz vize mellett, melly két részre osztja olly formán, hogy egyik része Ungh, másik Zemplén vármegyéhez tartozik. Számlál 421 r., 98 g. kath., 5 evang., 8 ref., 65 zsidó lak. Kövér rétek a Laborcza mentiben. F. u. gr. Sztáray, Viczmándy, b. Lusinszky, Boronkay, s m. Ut. p. Nagy-Mihály.”
Borovszky Samu monográfiasorozatának Zemplén vármegyét tárgyaló része szerint: „Izbugya, tót kisközség a Laborcz mentén, Ung vármegye határán, 102 házzal és 532 lakossal, kiknek nagyobb része róm. kath. vallású. A község postája, távírója és vasúti állomása Nagymihály. Legősibb birtokosául 1373-ban Bethlen Mártont ismerjük. Ez időben Ung vármegyéhez tartozott. A Zbugyay család származási helye, melytől nevét is vette. 1419-ben két Zbugya nevű község szerepel, Nagy és Felső jelzőkkel. Ekkor a Nagymihályi és Tibai családok is bírnak itt részjavakat. Zbugyay Bernát 1450-ben, Drugeth Simon leányával a barkói uradalom egy részét kapta, melyeknek községei ettől kezdve az Izbugya előnevet veszik fel. 1563-ban Pethő Jánost és Forgách Simont iktatják némely részek birtokába, 1582-ben Karvai Orlé Miklóst egy kúriába. 1582-ben Kubinyi Kristóf és Szent-Ivány György, 1587-ben Malikóczy Miklós és Gábor kapnak itt részeket, de az 1598-iki összeírásban már Wiczmándy Tamás s Zsigmond és Nyárády Albert vannak említve birtokosaiul. 1656-ban Bornemisza Mihályt iktatják egy részébe, 1773-ban Dessewffy Tamás és Wiczmándy Mihály az urai s e két családot uralja azután; de a mult század elején osztoznak velök még az Ujlaky, Bencsik és Szirmay családok is. Most a Fejérváry családnak van itt nagyobb birtoka. Ékesíti a községet egy újabb úrilak is, mely a Burger Eleké. Róm. kath. temploma 1880-ban épült.”
1920-ig Zemplén vármegye Nagymihályi járásához tartozott.

## Népessége
| Év:            | 1994. | 2004.   | 2014.   | 2024.   |
| -------------- | ----- | ------- | ------- | ------- |
| Emberek száma: | 553   | 537     | 542     | 521     |
| Eltérés:       |       | -2,89 % | +0,93 % | -3,87 % |

| Év:            | 2023. | 2024.   |
| -------------- | ----- | ------- |
| Emberek száma: | 519   | 521     |
| Eltérés:       |       | +0,38 % |

1880-ban 450 lakosából 372 szlovák, 40 magyar, 24 német anyanyelvű és 14 csecsemő volt. Ebből 218 római katolikus, 165 görög katolikus, 56 izraelita, 8 református és 3 evangélikus vallású volt.
1890-ben 487 lakosából 425 szlovák, 39 német, 19 magyar, 3 ruszin és 1 egyéb anyanyelvű volt.
1900-ban 532 lakosából 502 szlovák, 14 magyar, 8 német és 1 egyéb anyanyelvű volt.
1910-ben 507 lakosából 461 szlovák, 44 magyar és 1-1 német és ruszin anyanyelvű volt.
1921-ben 457 lakosából 411 csehszlovák, 19 zsidó, 12 oroszm, 3 magyar, 2 egyéb nemzetiségű és 10 állampolgárság nélküli volt.
1930-ban 467 lakosából 458 csehszlovák, 3 zsidó, 1 egyéb nemzetiségű és 5 állampolgárság nélküli volt.
1970-ben 686 lakosa mind szlovák volt.
2001-ben 541 lakosából 539 szlovák volt.
2011-ben 535 lakosából 502 szlovák volt.
2021-ben 535 lakosából 1 magyar, (+9) cigány, 3 (+1) ruszin, 516 (+2) szlovák, 7 (+1) egyéb és 8 ismeretlen nemzetiségű volt.

## Nevezetességei
- A Hétfájdalmú Szűzanya tiszteletére szentelt, római katolikus temploma a 13. században épült.
- A Szeplőtelen Szűz tiszteletére szentelt, görögkatolikus temploma.